# البروك
البروك إحدى قرى مركز نخل التابع لمحافظة شمال سيناء بجمهورية مصر العربية.